# Panara soana
Panara soana är en fjärilsart som beskrevs av William Chapman Hewitson 1874. Panara soana ingår i släktet Panara och familjen Riodinidae. Inga underarter finns listade i Catalogue of Life.